# 17503 Celestechild
17503 Celestechild este un asteroid din centura principală de asteroizi.

## Descriere
17503 Celestechild este un asteroid din centura principală de asteroizi. A fost descoperit pe 26 martie 1992 la Siding Spring de Robert H. McNaught. Asteroidul prezintă o orbită caracterizată de o semiaxă mare de 2,28 ua, o excentricitate de 0,25 și o înclinație de 22,2° în raport cu ecliptica.